# Joseph Akpala
Joseph Eneojo Akpala, född 24 augusti 1986 i Jos, Nigeria, är en nigeriansk före detta fotbollsspelare som spelat för bland annat belgiska KV Oostende i Jupiler League. Han har även spelat för Nigerias landslag.